# Sigmundur Davíð Gunnlaugsson
Sigmundur Davíð Gunnlaugsson (* 12. března 1975 Reykjavík) je islandský politik za Stranu středu, mezi květnem 2013 a dubnem 2016 islandský premiér, když stál v čele vlády koalice Pokrokové strany a Strany nezávislosti.

## Život
Předsedou Pokrokové strany se stal 18. ledna 2009, když ziskem 40,9 % hlasů porazil Höskuldura Þórhallssona, který získal 37,9 % hlasů. Následně v parlamentních volbách 25. dubna 2009 získal poslanecký mandát v islandském parlamentu, kde sice jeho strana získala devět křesel, tedy o dvě víc než ve volbách v roce 2007, nicméně celkově drtivě zvítězily levicové strany a ty také uzavřely koalici.
Lépe se Pokrokové straně vedlo ve volbách v roce 2013, kde si Pokroková strana polepšila na devatenáct křesel a devatenáct křesel získala Strana nezávislosti, což jejich koalici dalo pohodlnou většinu 38 hlasů v 63členném parlamentu. Sigmundur Davíð Gunnlaugsson se stal premiérem a předseda Strany nezávislosti Bjarni Benediktsson ministrem financí a hospodářství.
Na funkci premiéra rezignoval 5. dubna 2016 poté, co se jeho jméno objevilo v kauze Panama Papers a následoval tlak na jeho odstoupení. Oficiálně tento krok musí být potvrzen Pokrokovou stranou a prezidentovým přijetím demise. Premiérské pravomoci následně převzal ministr rybolovu a zemědělství Sigurður Ingi Jóhannsson.